# Katja Pähle

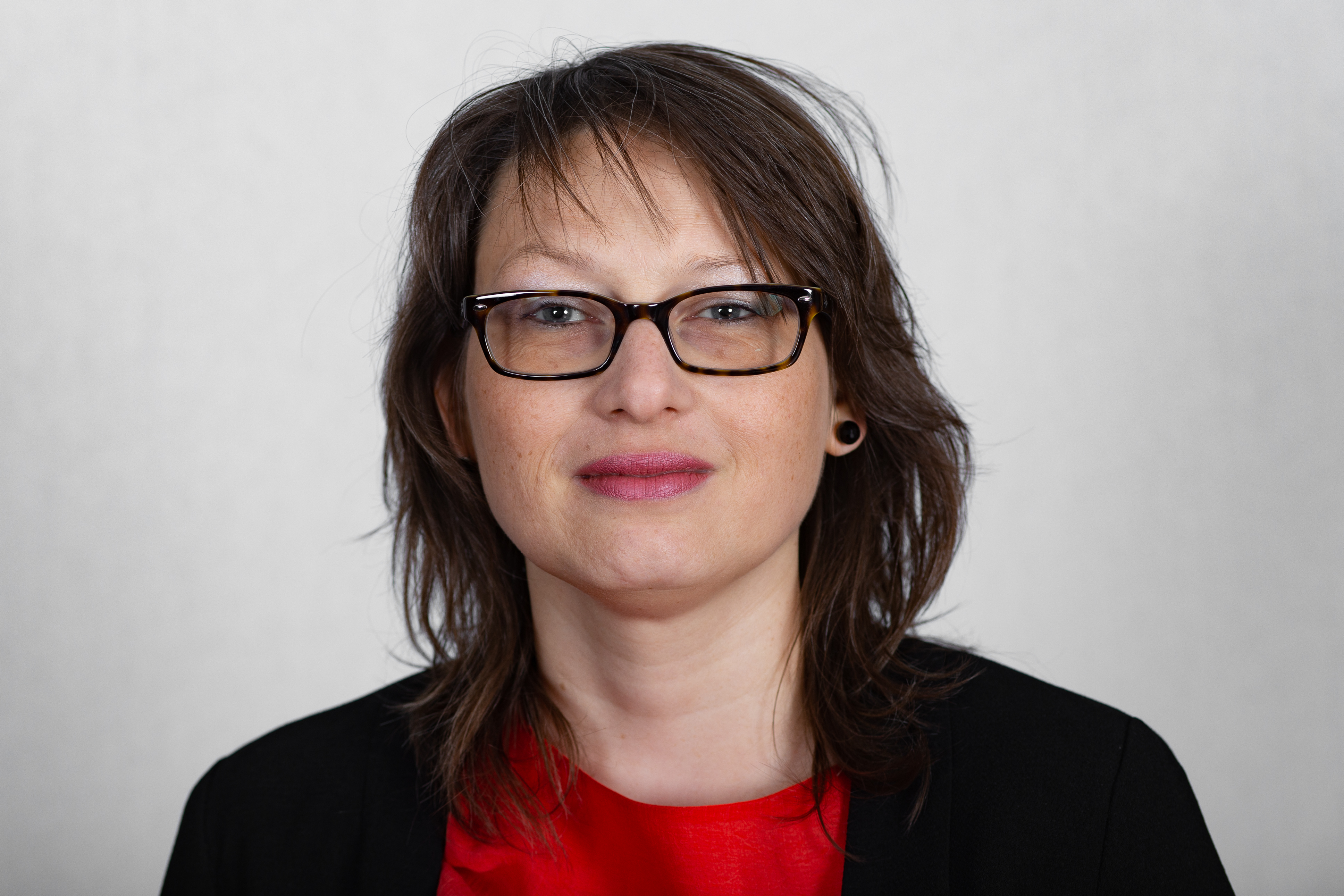
Katja Pähle (2018)

Katja Pähle (* 27. Juni 1977 in Wippra, Kreis Hettstedt) ist eine deutsche Politikerin (SPD). Sie ist seit 2016 Vorsitzende der SPD-Fraktion im Landtag von Sachsen-Anhalt und seit 2019 Präsidiumsmitglied der Bundes-SPD.

## Leben

### Herkunft, Ausbildung und Beruf
Pähle wuchs als Tochter einer Pharmazieingenieurin und eines Berufsschulleiters in Hettstedt im Mansfelder Land auf und legte dort 1996 ihr Abitur ab. Sie studierte Soziologie und Psychologie an der Martin-Luther-Universität in Halle und schloss 2001 als Diplom-Soziologin ab.
Anschließend war sie als wissenschaftliche Mitarbeiterin am DFG-Sonderforschungsbereich 580 (Gesellschaftliche Entwicklungen nach dem Systemumbruch) in Halle tätig. Pähle promovierte 2010 zum Dr. phil., ihre Dissertation befasst sich mit Kommunale[n] Mandatsträger[n] in der Herausforderung von Bürgerideal und Mandatspraxis. Von 2008 bis 2011 arbeitete sie im sachsen-anhaltischen Gesundheits- und Sozialministerium in Magdeburg als persönliche Referentin im Ministerbüro von Gerlinde Kuppe bzw. Norbert Bischoff (beide SPD).

### Politik

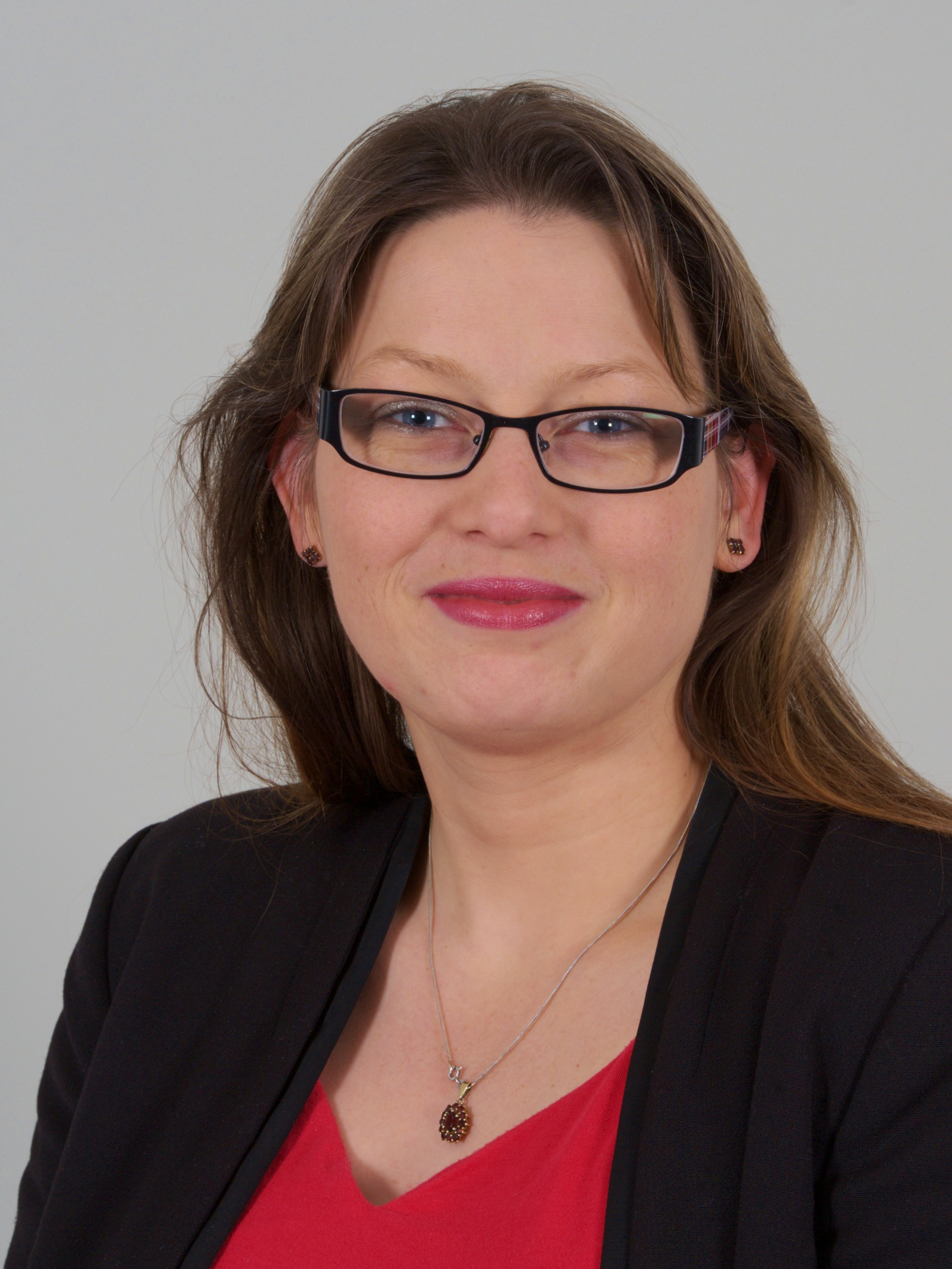
Pähle im Jahr 2012

Im Jahr 1999 wurde Pähle Mitglied der SPD. Von 2005 bis 2013 war sie Vorsitzende des SPD-Stadtverbands Halle. Seit 2008 ist sie Mitglied des SPD-Landesvorstands; von 2015 war sie stellvertretende Landesvorsitzende. Von März bis April 2016 war sie nach dem Rücktritt von Katrin Budde kommissarische Landesvorsitzende der SPD Sachsen-Anhalt. Seit Dezember 2017 ist sie Mitglied des Parteivorstands und seit November 2019 Präsidiumsmitglied der Bundes-SPD.
Von 2004 bis 2008 saß sie als sachkundige Einwohnerin im Sozialausschuss des Stadtrates von Halle. Seit 2011 ist Pähle Abgeordnete im Landtag von Sachsen-Anhalt. Sie trat im Landtagswahlkreis Halle II, gewann aber nicht das Direktmandat, sondern zog über die Landesliste ein. Seit April 2016 ist Pähle SPD-Fraktionsvorsitzende im Landtag.
Pähle war Spitzenkandidatin der SPD Sachsen-Anhalt für die Landtagswahl am 6. Juni 2021. Bei einem Mitgliederentscheid vom 27. Juni bis 10. Juli 2020 setzte sie sich mit 54,8 Prozent gegen den Politikwissenschaftler Roger Stöcker durch (42,9 Prozent) und zog über Platz 1 der Landesliste ins Parlament ein.
Bei den Koalitionsverhandlungen nach der Bundestagswahl 2021 leitete Pähle die Arbeitsgruppe Gesundheit und Pflege.
Katja Pähle ist verheiratet und hat zwei Töchter.